# Académie de Sedan
Entre 1599 et 1602, sur les vœux du prince de Sedan Henri de La Tour d'Auvergne, une académie protestante est installée à Sedan. Servant avant tout à la formation des pasteurs, elle est bientôt réputée pour être l'une des meilleures de France et lieux voisins, avec sa rivale, Saumur.
Après près de 80 ans d'existence, faisant de Sedan un carrefour intellectuel européen, l'académie de Sedan est fermée sur l'ordre de Louis XIV dans le cadre de sa politique de répression du protestantisme français. 

## Historique de l’académie de Sedan
- 1577-1578 : ouverture d’un collège des humanités, à l’initiative de Françoise de Bourbon-Vendôme, veuve de Henri-Robert de La Marck.
- 1601 : le synode national de Gergeau soutient le développement du collège comme académie (quoique la principauté de Sedan n’ait été rattachée à la France qu’en 1642, l’Église et l’académie de Sedan ont été ainsi précocement intégrées dans le réseau synodal des ERF).
- Ouverture de l'académie en 1602 [1].
- 1681 : suppression de l’académie par Louis XIV.

## Professeurs célèbres

### Avant l’organisation de l’Académie
- Mathieu Béroalde (chronologie) sept 1573-oct 1574
- Louis Cappel de Montgemberg (théologie) 1576
- Emmanuel Tremellius (hébreu) 1576-1579
- Austrius Calabrinus (philosophie) 1579
- Jacques Cappel du Tilloy dit Jacobus Tillaeus (hébreu) 1594
- Moïse Quadratus (physique) 1594
- Robert de Visme (philosophie) 1594
- Jules Pacius (droit) 1595

### Chaire de droit (une chaire de jurisprudence)
- Augustin Caillet 1608-1624
- Charles Bordelius 1624-1630
- Jean Daubert 1630-1644
- Claude Pithoys 1663
- J.J. Burkhart 1673-1675
- Pierre Billot 1675

### Grec (une ou deux chaires selon les époques)
- Toussaint Berchet (véritable créateur du Collège) 1602-1624
- Didier Héraut 1602
- Gautier Donaldson 1603-1609
- Samuel Néran 1608-1611
- Jacob Roussel 1614
- Jean Brazi 1629-1651
- Josué Le Vasseur 1646-1671
- Jacques Du Rondel 1654-1681

### Hébreu (une chaire)
- Jacques Cappel 1602-1624
- Albertus Arnoldus van Hutten 1613
- Alexandre Colvill 1619-1643
- Abraham Rambour 1620-1651
- Josué Le Vasseur 1646-1661
- Abraham Colvill 1661-1667
- Pierre Jurieu 1674-1681

### Théologie (trois chaires)
- Daniel Tilenus 1602-1619
- Jacques Cappel 1602-1624
- Aaron Blondel 1603-1605
- Andrew Melville 1611-1619
- Abraham Rambour 1620-1651
- Pierre Du Moulin (de 1621 à 1658)
- Samuel Desmarets ou Des Marets 1625-1636
- Alexandre Colvill 1619-1643
- Louis Cappel 1633-1658
- Louis Le Blanc de Beaulieu 1645-1675
- Abraham Colvill 1658-1667
- Josué Le Vasseur 1658-1672
- Jacques Alpée de Saint-Maurice 1660-1681
- Paul Joly 1673-1676
- Henri Sacrelaire 1676-1681
- Pierre Jurieu (de 1673 à 1681) (enseigne aussi l’hébreu)
- Pierre Trouillart 1676-1680
- Jacques Abbadie 1680-1681

### Philosophie (deux chaires)
- John Cameron 1602-1604
- Arthur Johnston 1606-1623
- Claude Pithoys 1633-1675
- Joseph Pithoys 1655
- Adam Stevart 1622-1628
- P. Bisterfeld 1624-1626
- Alexandre Colvill (dit Alexander Colvinus) 1627-1646
- Étienne Brazi 1661-1681
- Pierre Jurieu 1674-1681
- Pierre Bayle (de 1675 à 1681)

### Éloquence (latine; une chaire)
- Jean Brazi 1664
- Jacques Du Rondel 1664-1681

### Mathématiques (une chaire)
- Jean de Vesle 1605
- Richard Doussert 1613
- Abraham Colvill 1661-1667

### Physique (une chaire)
- Gautier Donaldson 1608
- Abraham Du Han 1640-1653
- Alexandre Colvill 1619-1643

### Directeurs de l’académie des exercices (académie militaire)
- De Saint-Martin 1613
- Du Gast 1680
- Baron 1681
- Legrand 1681-1685
- ajoutons l’un des professeurs les plus influents de cette académie : l’ingénieur Jean Errard
- Henri de Briquemault (1620-1692) était membre du conseil des modérateurs.

## Élèves connus
- Nicolas Antoine
- Jacques Basnage de Beauval
- Samuel Bochart
- Méric Casaubon
- Abraham de Moivre
- Pierre Du Moulin
- Charles Drelincourt
- Nicaise Le Febvre
- Jacques Le Paulmier de Grentemesnil
- Jacques Moisant de Brieux
- Charles de Sainte-Maure (duc de Montausier)
- les neveux de Henri de La Tour d'Auvergne et d’Elisabeth de Nassau: Louis Philippe du Palatinat, parrain du bastion de Palatinat et son frère ainé Frédéric V du Palatinat, les fils de Louise-Juliana d'Orange-Nassau.
- Jean de Nassau-Dillenbourg (1590-1653), fils de Jean VI de Nassau-Dillenbourg.
- Joachim de Brandebourg fils de Jean III Sigismond de Brandebourg
- Jean de Schulemberg, maréchal de France.
- Constant d'Aubigné